# Калиново (Золочевский район)
Кали́ново (укр. Калинове; до 2016 г. Жовтне́вое либо Октя́брьское - посёлок, Жовтневый сельский совет, Золочевский район, Харьковская область, Украина.
Код КОАТУУ — 6322683001. Население по переписи 2001 года составляло 649 (306/343 м/ж) человек.
Является административным центром Октябрьского сельского совета, в который, кроме того, входили сёла
Карасёвка,
Миро́новка и
Черногла́зовка.

## Географическое положение
Посёлок Калиново находится в 5 км от реки Лопань (правый берег), по селу протекает безымянная речушка с запрудами, к селу примыкает село Карасёвка, в 3-х км расположено село Шаповаловка, в 7-и км — пгт Золочев.

## История
- 1929 — дата основания совхоза.
- Ноябрь 1932 - животноводческому совхозу присвоено было имя "15 лет Октября".[6][1], а затем селу - название Октябрьское, в честь Октябрьской революции 1917 года в Петрограде.
- При СССР в селе Октябрьское действовали автоматическая телефонная станция, школа, почтовое отделение связи, сельсовет, совхоз "15 лет "Октября",[5] центральная усадьба которого находилась здесь.
- 2016 — посёлок Октябрьское (укр. Жовтневое) был "декоммунизирован" и переименован в Кали́ново.

## Экономика
- Молочно-товарная ферма.

## Объекты социальной сферы
- Школа.

## Достопримечательности
- Братская могила советских воинов.